# Arthur Wahl
Arthur Charles Wahl (n. 8 septembrie 1917, Des Moines, Iowa, SUA – d. 6 martie 2006, Santa Fe, New Mexico, SUA) a fost un chimist american care – în calitate de doctorand a lui Glenn T. Seaborg la Universitatea din California din Berkeley – a izolat pentru prima oară plutoniu în februarie 1941.  De asemenea, a lucrat la Proiectul Manhattan.